# Џоплин (Мисури)
Џоплин (енгл. Joplin) град је у америчкој савезној држави Мисури.

## Демографија
По попису из 2010. године број становника је 50.150, што је 4.646 (10,2%) становника више него 2000. године.
| Група             | 2000.          | 2010.          |
| Белци             | 41.058 (90,2%) | 42.904 (85,6%) |
| Афроамериканци    | 1.217 (2,7%)   | 1.657 (3,3%)   |
| Азијати           | 339 (0,7%)     | 801 (1,6%)     |
| Хиспаноамериканци | 1.144 (2,5%)   | 2.241 (4,5%)   |
| Укупно            | 45.504         | 50.150         |